# January Jones (Comic)
January Jones ist eine niederländische Abenteuer-Comic-Serie im Stil der Ligne claire.

## Inhalt
Die amerikanische Kunstfliegerin January Jones erlebt rasante Abenteuer auf der ganzen Welt in den 1930er Jahren. Um Geld zu verdienen, nimmt sie schwierige Aufträge an oder wird unerwartet in halsbrecherische Situationen gebracht. Ihr zur Seite steht der jugendliche Mechaniker Rick.

## Hintergrund und Veröffentlichung
Die Serie wurde erstmals ab 1987 im Magazin Eppo und danach in Albenform gedruckt. Seit 2012 ist Zeichner Eric Heuvel auch Texter der Serie.
Ab 1989 verlegte der Carlsen Verlag die ersten drei Alben auf Deutsch. 2017 startete eine Gesamtausgabe in mehreren Sammelbänden bei Kult Comics.

## Geschichten
- 1987: Todesfahrt nach Monte Carlo
- 1990: Der Schädel von Sultan Mkwawa
- 1992: Der Schatz von König Salomon
- 1995: Das Pinkerton-Drehbuch
- 2011: Die Hörner des Stiers
- 2012: Das Grab des Zeppelin
- 2014: Lenins Leiche
- 2015: Der erste Kaiser
- 2017: Heroin für Hanoi
- 2018: Flying down to Rio II
- 2020: G1 »Jachtkruiser«
- 2022: Im Geiste Omar Mukhtars